# Nigar Camal
Nigar Camal (Bakoe, 1 september 1980) is een Azerbeidzjaanse zangeres.

## Biografie
Camal werd geboren in 1980 en studeerde van 1997 tot 2001 economie en bedrijfsleiding aan de Kaspische Universiteit (Khazar University) in Bakoe. In 2005 vestigde zij zich in Londen.
In 2011 nam ze deel aan de Azerbeidzjaanse voorronde van het Eurovisiesongfestival: Milli Seçim Turu 2011. Ze trad aan in de zevende voorronde, waar ze tweede werd. Volgens de reglementen zou ze zijn uitgeschakeld, ware het niet dat de vakjury uit het niets een wildcard gaf aan Camal, waardoor ze toch doorstootte naar de halve finale. Deze overleefde ze, waarna ze deelnam aan de finale op vrijdag 11 februari 2011. Het was de bedoeling dat er één artiest zou gekozen worden die het land mocht vertegenwoordigen op het Eurovisiesongfestival 2011 in Düsseldorf, Duitsland. De jury week echter alweer af van het plan en koos voor twee kandidaten: Nigar Camal zal zo samen met Eldar Qasımov Azerbeidzjan vertegenwoordigen op het Eurovisiesongfestival. Het lied dat Ell & Nikki zouden gaan zingen in de finale in Düsseldorf heeft de titel Running scared. Op 10 mei traden zij aan in de eerste halve finale. Daarin werd bekend dat ze bij de beste tien waren (na de finale bleek dat ze tweede waren, achter Griekenland) en naar de finale op 14 mei mochten. In de finale traden ze als negentiende op en behaalden met 221 punten de eerste overwinning voor Azerbeidzjan in het songfestival.

## Discografie

### Singles
| Single met eventuele hitnotering(en) in de Nederlandse Top 40 | Datum van verschijnen | Datum van binnenkomst | Hoogste positie | Aantal weken | Opmerkingen                                                       |
| ------------------------------------------------------------- | --------------------- | --------------------- | --------------- | ------------ | ----------------------------------------------------------------- |
| Running scared                                                | 16-05-2011            | -                     |                 |              | als Ell & Nikki / met Eldar Qasımov / Nr. 59 in de Single Top 100 |

| Single met hitnotering(en) in de Vlaamse Ultratop 50 | Datum van verschijnen | Datum van binnenkomst | Hoogste positie | Aantal weken | Opmerkingen                         |
| ---------------------------------------------------- | --------------------- | --------------------- | --------------- | ------------ | ----------------------------------- |
| Running scared                                       | 2011                  | 21-05-2011            | 37              | 2            | als Ell & Nikki / met Eldar Qasımov |

2008: Elnur & Samir · 
2009: AySel & Arash · 
2010: Səfurə Əlizadə · 
2011: Ell & Nikki · 
2012: Səbinə Babayeva · 
2013: Fərid Məmmədov · 
2014: Dilarə Kazımova · 
2015: Elnur Hüseynov · 
2016: Səmra Rəhimli · 
2017: Dihaj · 
2018: Aysel Məmmədova · 
2019: Chingiz · 
2021: Efendi · 
2022: Nadir Rüstəmli · 
2023: TuralTuranX · 
2024: Fahree feat. İlkin Dövlətov · 
2025: Mamagama
1956: Lys Assia · 
1957: Corry Brokken · 
1958: André Claveau · 
1959: Teddy Scholten · 
1960: Jacqueline Boyer · 
1961: Jean-Claude Pascal · 
1962: Isabelle Aubret · 
1963: Grethe & Jørgen Ingmann · 
1964: Gigliola Cinquetti · 
1965: France Gall · 
1966: Udo Jürgens · 
1967: Sandie Shaw · 
1968: Massiel · 
1969: Frida Boccara, Lenny Kuhr, Salomé, Lulu · 
1970: Dana · 
1971: Séverine · 
1972: Vicky Leandros · 
1973: Anne-Marie David · 
1974: ABBA · 
1975: Teach-In · 
1976: Brotherhood of Man · 
1977: Marie Myriam · 
1978: Izhar Cohen & The Alphabeta · 
1979: Gali Atari & Milk & Honey · 
1980: Johnny Logan · 
1981: Bucks Fizz · 
1982: Nicole · 
1983: Corinne Hermès · 
1984: Herreys · 
1985: Bobbysocks · 
1986: Sandra Kim · 
1987: Johnny Logan · 
1988: Céline Dion · 
1989: Riva · 
1990: Toto Cutugno · 
1991: Carola Häggkvist · 
1992: Linda Martin · 
1993: Niamh Kavanagh · 
1994: Paul Harrington & Charlie McGettigan · 
1995: Secret Garden · 
1996: Eimear Quinn · 
1997: Katrina & the Waves · 
1998: Dana International · 
1999: Charlotte Nilsson · 
2000: Olsen Brothers · 
2001: Tanel Padar, Dave Benton & 2XL · 
2002: Marie N · 
2003: Sertab Erener · 
2004: Ruslana · 
2005: Elena Paparizou · 
2006: Lordi · 
2007: Marija Šerifović · 
2008: Dima Bilan · 
2009: Alexander Rybak · 
2010: Lena Meyer-Landrut · 
2011: Ell & Nikki · 
2012: Loreen · 
2013: Emmelie de Forest · 
2014: Conchita Wurst · 
2015: Måns Zelmerlöw · 
2016: Jamala · 
2017: Salvador Sobral · 
2018: Netta Barzilai ·
2019: Duncan Laurence ·
2021: Måneskin ·
2022: Kalush Orchestra ·
2023: Loreen ·
2024: Nemo